# Королёк, Евгений Сергеевич
Евгений Сергеевич Королёк — белорусский профессиональный трековый и шоссейный велогонщик выступающий c 2017 года за Minsk Cycling Club.
Мастер спорта Республики Беларусь международного класса.

## Биография и карьера
Евгений родился в Гродно, где стал заниматься велосипедным спортом в СДЮШОР №1. Первым тренером был Михаил Панасик.
В школе занимался в секции по футболу. Потом попал на греко-римскую борьбу. Затем увлекался метанием молота.

## Достижения

### Шоссе
| 2017 - 1-й — Чемпионат Беларуси среди молодёжи в индивидуальной гонке - 1-й — Гран-при Минска 2018 - 1-й на этапе 4 — Тур Мерсина - 1-й на этапе 1 — Тур Эстонии - 5-й — Тур Мевляны 2019 - 1-й — Кубок Минска - 2-й — Гран-при Алании - 3-й — Чемпионат Беларуси в индивидуальной гонке 2020 - Чемпионат Беларуси - 1-й — индивидуальная гонка - 3-й — групповая гонка - 2-й — Гран-при Газипашы 2021 - 1-й — Чемпионат Беларуси в индивидуальной гонке - 5-й — Пять колец Москвы | 2022 - Чемпионат Беларуси - 1-й — индивидуальная гонка - 1-й — критериум - 2-й — групповая гонка - 1-й — Grand Prix Justiniano Hotels - 1-й на этапах 3,10 — Дружба народов Северного Кавказа - 1-й — Мемориал Большакова 2023 - Чемпионат Беларуси - 1-й — индивидуальная гонка - 1-й — смешанная эстафета - 2-й — групповая гонка - 3-й — парная гонка - 1-й — Мемориал Большакова - 1-й на этапах 1, 3, 8 — Дружба народов Северного Кавказа - 2-й на этапе 5 — Дружба народов Северного Кавказа - 3-й — Пять колец Москвы - 2-й — Гран-при Сочи |

### Трек
| 2015 - 2-й — Чемпионат Беларуси в омниуме - 3-й — Чемпионат Европы по трековому велоспорту среди молодёжи в командной гонке преследования 2016 - 1-й — Grand Prix Minsk (CL1) в командной гонке преследования 2017 - 1-й — Чемпионат Европы по трековому велоспорту среди молодёжи в скрэтче - 1-й — UCI World Cup (Лос-Анджелес) в скрэтче - 2-й — Grand Prix Minsk (CL1) в командной гонке преследования и гонке по очкам 2018 - 1-й — Чемпионат мира в скрэтче - 1-й — Чемпионат Беларуси в скрэтче - 1-й — UCI World Cup (Минск) в скрэтче 2019 - Чемпионат Беларуси - 1-й — мэдисон (с Михаилом Шеметовым) - 1-й — омниум - 1-й — командная гонка преследования - 1-й — скрэтч - 1-й — гонка по очкам - 2-й — индивидуальная гонка преследования - 1-й — UCI World Cup (Минск) в скрэтче - 3-й — Европейские игры в скрэтче - 1-й — Grand Prix Vienna (CL1) в скрэтче и гонке по очкам - 2-й — Grand Prix Prostejov (CL2) в мэдисоне - 3-й — Grand Prix Prostejov (CL2) в скрэтче - 3-й — Grand Prix Mesta Prešov в мэдисоне - 1-й — Grand Prix of Moscow (CL1) в гонке по очкам и омниуме - 1-й — Grand Prix of St. Petersburg (CL2) в омниуме - 1-й — Orlen Grand Prix Poland (CL2) в омниуме | 2020 - 1-й — Чемпионат мира в скрэтче - Чемпионат Беларуси - 1-й — индивидуальная гонка преследования - 1-й — гонка по очкам - 2-й — командная гонка преследования - 3-й — скрэтч - 2-й — Чемпионат Европы в омниуме 2021 - Кубок наций по трековому велоспорту UCI - 1-й — скрэтч - 2-й — омниум - Чемпионат Беларуси - 1-й — мэдисон (с Денисом Марчуком) - 1-й — омниум - 1-й — командная гонка преследования - 1-й — гонка на выбывание - 2-й — скрэтч 2024 - Чемпионат Беларуси - 1-й — гонка по очкам - 1-й — гонка на выбывание - 1-й — скрэтч - 2-й — индивидуальная гонка преследования |